# Ursula Weyda
Ursula Weyda, geborene von Zschöpperitz, (* 1504 in Altenburg; † nach 1565 ebenda) war eine Flugschriftautorin der Reformation.

## Leben
Ursula Weydas Vater Heinrich war Kurfürstlicher Beamter. Nach seinem Tod trat ihre Mutter Appollonia in den Dienst des Altenburger Hofs, wo Ursula Weyda wahrscheinlich ihre gute Bildung erhielt.
In erster Ehe heiratete sie Johann, den Schösser von Eisenberg, der als der höchste kurfürstliche Beamte vor Ort 1524 die Reformation im Zisterzienserinnenkloster Eisenberg einführte. Er brachte Ursula in Kontakt mit den Schriften Martin Luthers. Als ‚Schösserin von Eisenberg‘ veröffentlichte sie 1524 die Flugschrift Wyder das unchristlich schreyben un Lesterbuch/ des Apts Simon zu Pegaw und seyner Brüder, in der sie den Abt Simon Blich von Pegau attackierte, der Luthers Schriften angegriffen hatte. In dieser Flugschrift spricht sie sich in ausgesprochen derber Sprache und mit vielen Bibelzitaten gegen den Zölibat der Priester und für die Priesterehe aus. Diese Flugschrift löste eine heftige Diskussion aus. Eine Antwortflugschrift unterstützte sie, in einer anderen attackierte ein anonymer Schreiber alle Frauen, die sich nicht dem biblischen Schweigeverbot unterordneten. Dieser Angriff auf Ursula Weyda beflügelte die Frauen, sich aktiv in der Reformation einzumischen.
Die erste Ehe blieb kinderlos und als der Ehemann Johann 1541 starb, heiratete Ursula im gleichen Jahr den Amtsschreiber Franz Pehem, der drei Kinder mit in die Ehe brachte. Ursula Weyda starb nach 1565 in Altenburg.

### Werke
- Wyder das unchristlich schreyben un Lesterbuch/ des Apts Simon zu Pegaw und seyner Brüder, in: Gisela Brandt: Ursula Weyda – prolutherische Flugschriftautorin (1524). Soziolinguistische Studien zur Geschichte des Neuhochdeutschen (Stuttgarter Arbeiten zur Germanistik 358), Stuttgart 1997, ISBN 3-88099-363-7, S. 278–301.

### Sekundärliteratur
- Gisela Brandt: Ursula Weyda – prolutherische Flugschriftautorin (1524). Soziolinguistische Studien zur Geschichte des Neuhochdeutschen (Stuttgarter Arbeiten zur Germanistik 358), Stuttgart 1997, ISBN 3-88099-363-7.
- Sonja Domröse: Frauen der Reformationszeit. Gelehrt, mutig und glaubensfest. Göttingen 2010, ISBN 978-3-525-55012-0.
- Dorothee Kommer: Reformatorische Flugschriften von Frauen. Flugschriftenautorinnen der Reformationszeit und ihre Sicht von Geistlichkeit (Arbeiten zur Theologie- und Kirchengeschichte 40), Leipzig 2013, ISBN 978-3-374-03163-4.
- Franziska Kuschel: „Starke Frauen“ der Reformation – Ausgewählte Biogramme. In: Simona Schellenberger (Hrsg.): Eine starke Frauengeschichte. 500 Jahre Reformation. Begleitband zur Sonderausstellung in Schloss Rochlitz, Beucha 2014,  ISBN 978-3-86729-132-3, S. 29–35.
- Stefan Oehmig: „Wyder das unchristlich schreyben und Lesterbuch des Apts Simon zu Pegaw und seyner Brüder“. Ursula Weida – eine streitbare verfechterin der Reformation. In: Peter Freybe (Hrsg.): Frauen fo(e)rdern Reformation, Wittenberg 2004, ISBN 3-933028-86-8.